# Patrick McGoohan
Patrick McGoohan (n. 19 martie 1928, Astoria⁠(d), Queens, New York, SUA – d. 13 ianuarie 2009, Santa Monica, California, SUA) a fost un actor american de film, născut în Irlanda. Își începe cariera în Marea Britanie în 1950, iar în 1970 este trimis în Statele Unite ale Americii. Devine cunosct în special prin rolurile jucate în serialul The Prisoner (rolul principal) și în serialul de televiziune Danger Man (US: Secret Agent).

## Filmografie
- 1955 Passage Home - McIsaacs
- 1955 The Dark Avenger - soldatul englez
- 1957 Șoferii iadului (Hell Drivers), regia Cy Endfield
- 1996 Vremea răzbunării (A Time to Kill), regia Joel Schumacher - jud. Omar Noose
- 2002 Treasure Planet - Billy Bones